# 기대수명

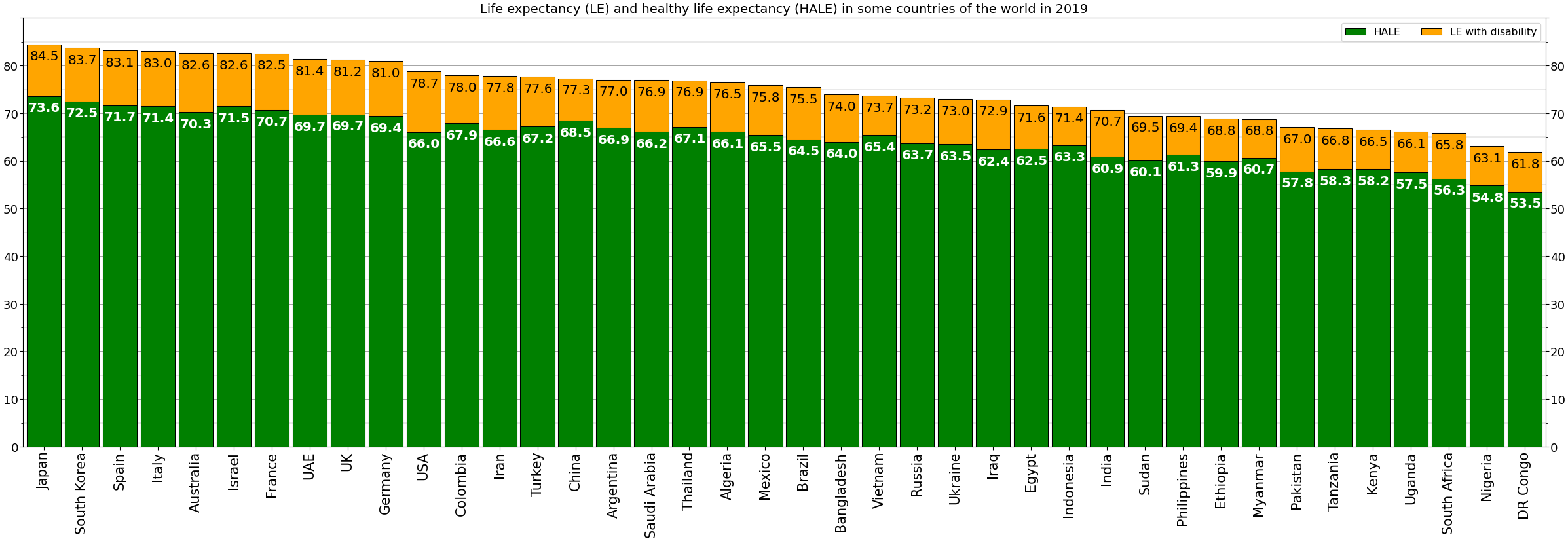
세계보건기구에 따른 2019년 세계 여러 나라의 기대수명과 건강수명

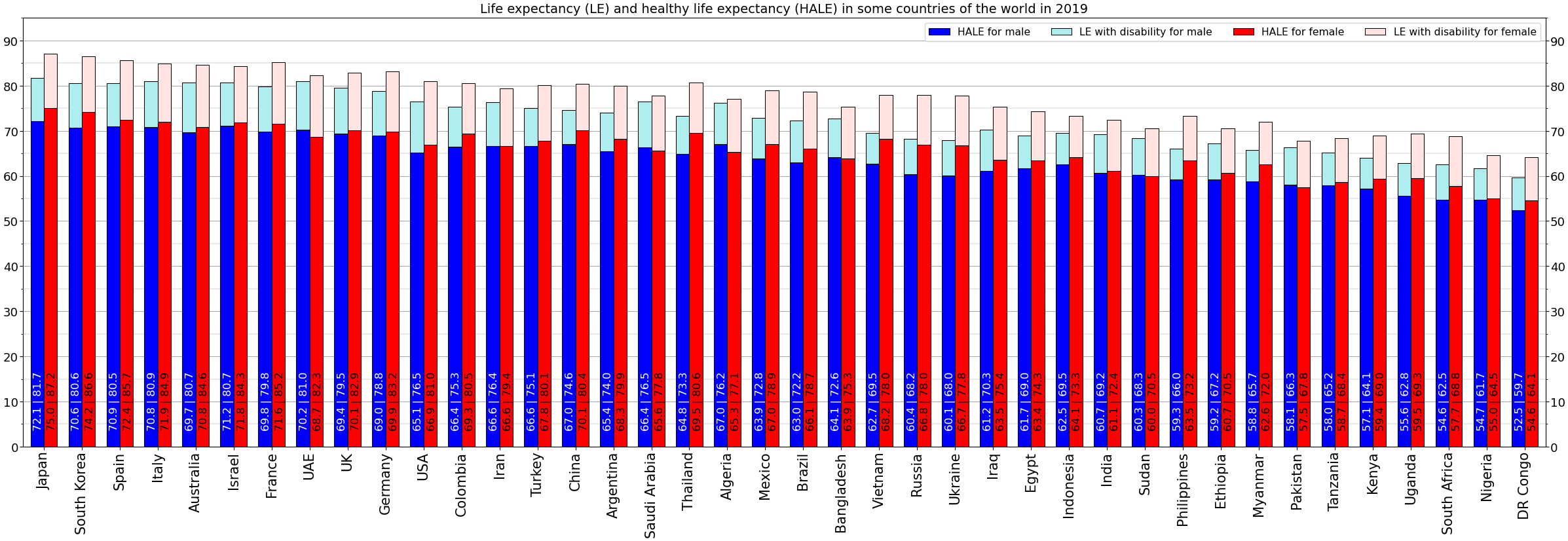
성별에 따른 기대수명 및 건강수명

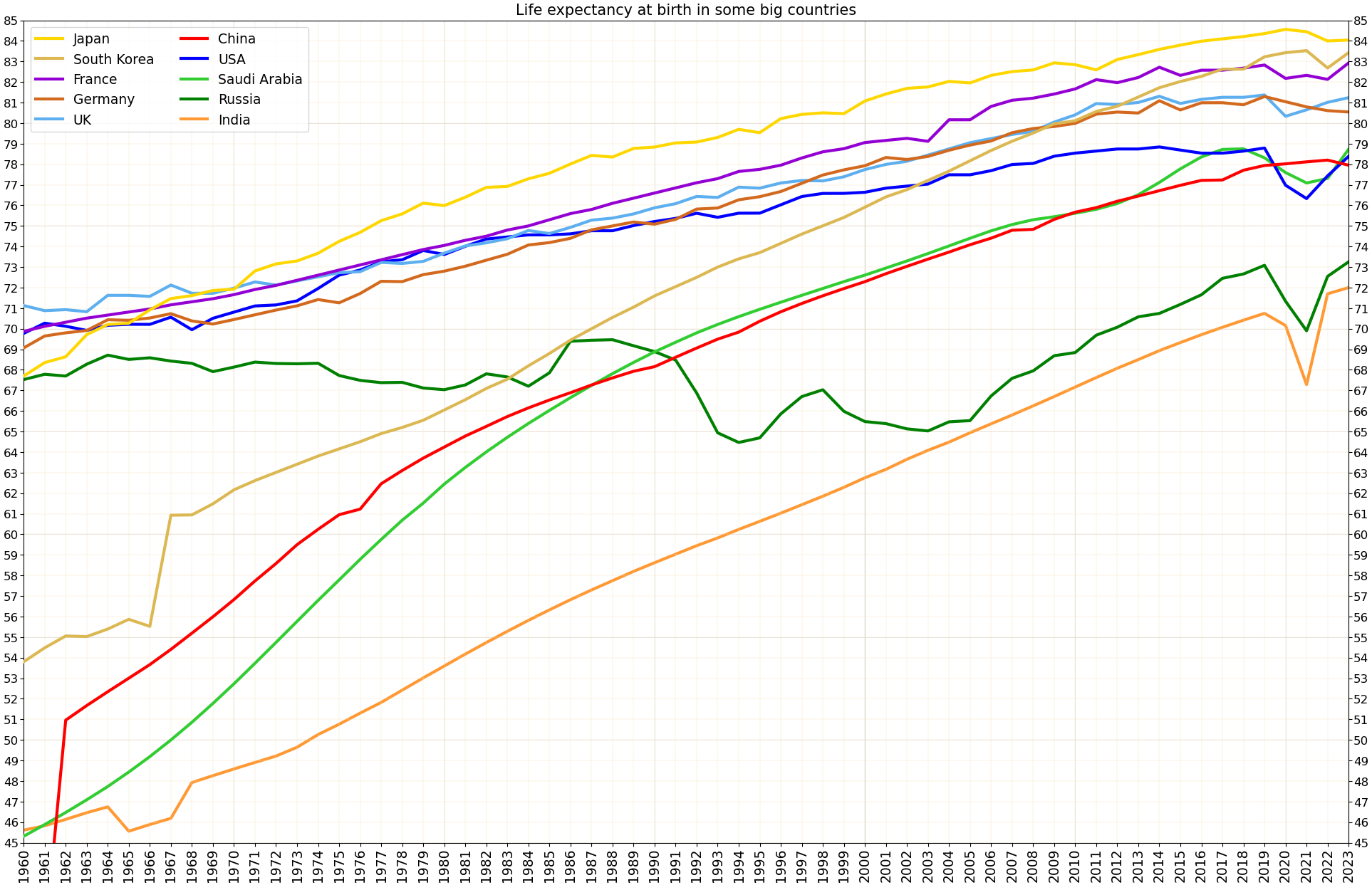
1960년 이후 세계 일부 대국의 기대수명 발전

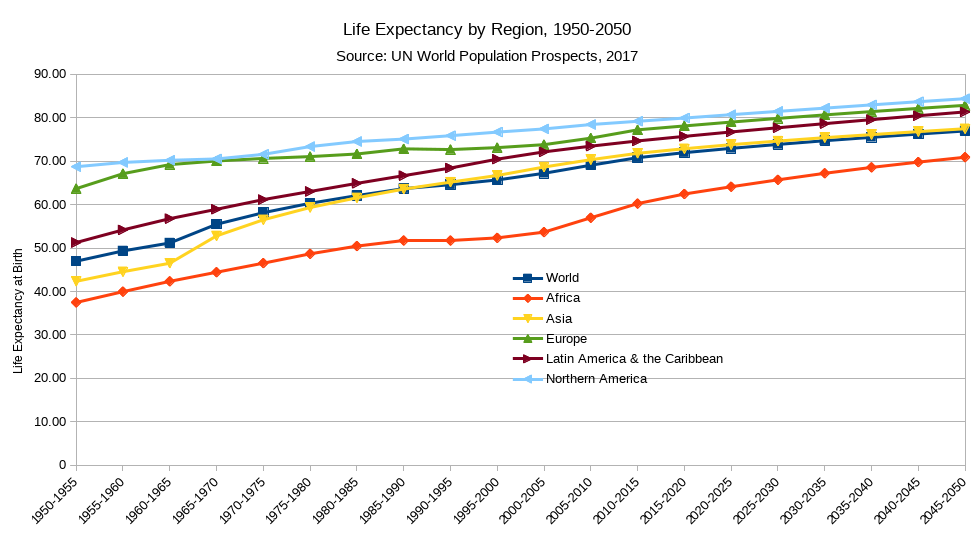
지역별로 측정된 출생 시 기대 수명(1950~2050년)

1770년부터 2018년까지 세계 지역별 기대 수명

세계보건기구가 정의한 국가와 지역의 출생 시 전 세계 여성 기대수명 격차

기대수명(life expectancy)은 0세의 출생아가 향후 생존할 것으로 기대되는 평균 생존연수를 뜻하며, 평균수명 또는 0세의 기대여명이라고도 한다. 사람들이 평균적으로 얼마나 오래 살 것인지를 나타내며 연령별 사망률 통계로 산출된다.

## 한국의 기대수명
|      | 1970 | 1980 | 1990 | 2000 | 2010 | 2015 | 2016 | 2017 | 2018 | 2019 |
| ---- | ---- | ---- | ---- | ---- | ---- | ---- | ---- | ---- | ---- | ---- |
| 전체 | 62.3 | 66.1 | 71.7 | 76.0 | 80.2 | 82.1 | 82.4 | 82.7 | 82.7 | 83.3 |
| 남자 | 58.7 | 61.9 | 67.5 | 72.3 | 76.8 | 79.0 | 79.3 | 79.7 | 79.7 | 80.3 |
| 여자 | 65.8 | 70.4 | 75.9 | 79.7 | 83.6 | 85.2 | 85.4 | 85.7 | 85.7 | 86.3 |

한국은 2100년까지 일본과 마카오를 제치고 세계 2위의 기대 수명을 보유했다가, 2140년 이후로는 세계 최장수 국가가 될 것이라는 예측이 있다. 2500년의 대한민국의 기대수명은 무려 154세이다. 하지만 하루가 다르게 발전하는 과학기술 앞에서 너무 낮게 책정한 느낌도 있다.

## 전 세계적 동향
유엔에 따르면 2019년 전 세계 평균 기대수명은 1990년보다 8년 이상 증가한 72.6세로, 이 기간 동안 가장 크게 증가한 지역은 사하라 이남 아프리카 지역으로, 1990년보다 12년 가까이 증가한 61.1세였다. 같은 기간 중앙아시아 및 남아시아 지역은 11년 이상 증가한 69.9세였다. 2050년까지 모든 지역에서 기대수명이 증가할 것으로 예상되며, 전 세계 평균은 77.1세에 도달할 전망이다.
2019년 기준 기대수명이 가장 긴 지역은 호주 및 뉴질랜드 지역으로 83.2세에 달하며, 2050년까지 계속 증가해 87.1세에 이를 것으로 전망된다. 2019~2050년까지 기대수명의 증가가 가장 높을 것으로 예상되는 지역은 사하라 이남 아프리카 지역으로, 7.4년이 증가해 68.5세로 도달할 것으로 예측된다. 어떤 국가든 간에 기대수명은, 주로 에이즈, 결핵 등 각종 전염성 및 비전염성 질병의 예방, 치료, 의료 기술, 사망률 등에 달려 있다.
| 지역별 남성, 여성, 평균 기대수명   | 1990 | 1990 | 1990 | 2019 | 2019 | 2019 | 2050 | 2050 | 2050 |
| 지역별 남성, 여성, 평균 기대수명   | 남성 | 여성 | 평균 | 남성 | 여성 | 평균 | 남성 | 여성 | 평균 |
| 사하라 이남 아프리카               | 47.7 | 51.1 | 49.4 | 59.3 | 62.9 | 61.1 | 66.3 | 70.8 | 68.5 |
| 중동 및 북아프리카                 | 62.8 | 67.6 | 65.1 | 71.6 | 76.0 | 73.8 | 76.6 | 80.6 | 78.5 |
| 중앙아시아 및 남아시아             | 57.9 | 59.2 | 58.6 | 68.5 | 71.3 | 69.9 | 73.3 | 77.1 | 75.2 |
| 동아시아 및 동남아시아             | 66.7 | 71.0 | 68.8 | 74.0 | 79.2 | 76.5 | 78.8 | 82.9 | 80.8 |
| 라틴 아메리카 및 카리브해          | 65.0 | 71.3 | 68.1 | 72.3 | 78.7 | 75.5 | 78.5 | 83.2 | 80.9 |
| 호주 및 뉴질랜드                   | 73.6 | 79.7 | 76.7 | 81.3 | 85.2 | 83.2 | 85.4 | 88.7 | 87.1 |
| 오세아니아 (호주 및 뉴질랜드 제외) | 58.0 | 61.1 | 59.5 | 65.1 | 68.2 | 66.6 | 69.3 | 73.4 | 71.3 |
| 유럽 및 북아메리카                 | 69.6 | 77.3 | 73.5 | 75.7 | 81.7 | 78.7 | 80.9 | 85.5 | 83.2 |
| 전 세계                            | 61.9 | 66.5 | 64.2 | 70.2 | 75.0 | 72.6 | 74.8 | 79.4 | 77.1 |

전 세계적으로 봤을때, 사망률은 감소하고 기대 수명은 증가하는 등 큰 진전이 이루어졌지만, 국가간 격차는 여전한 것으로 나타났다. 특히 최빈국의 기대 수명은 전 세계 평균보다 7.4년 뒤쳐져 있으며, 국가별로 제각각이지만, 주 원인으로는 높은 영아 및 산모 사망률, 인종/부족간의 내전 및 전쟁과 같은 분쟁, HIV로 인한 사망 등이 꼽힌다. 전 세계에서 기대수명이 가장 긴 국가들과 가장 낮은 국가들간의 격차는 무려 30년에 달한다, 일본과 홍콩 및 마카오는 2019년 기준 84세로 전 세계에서 가장 높은 반면, 중앙 아프리카 공화국, 차드, 레소토, 나이지리아, 시에라리온은 2019년 기준 55세 미만으로 전 세계에서 가장 낮았다. 이렇게 격차가 큰 주 원인은, 바로 5세 미만 유아 사망률에 기인한다. 전 세계적으로 5세 미만 유아 사망률은, 출생아 1000 명당 기준으로, 1990년 93명에서 2019년 38명으로 줄어들고 있지만, 사하라 이남 아프리카 지역의 유아 사망률이 호주 및 뉴질랜드의 20배에 달하는 등 지역간 격차는 여전한 것으로 나타났다.

## 정책적인 이용
평균 수명은 인간의 문맹률, 교육, 생활 기준 외에 각 나라별 인간개발지수(HDI)를 측정하는 요인들 가운데 하나이다.
또, 평균 수명은 특정 지역의 신체적 삶의 질을 설명하는데 사용된다.
평균 수명의 차이는 더 나은 의료의 필요, 사회 지원 개선을 증명하기 위해 인용되기도 한다.

## 같이 보기
- 평균 수명순 나라 목록
- 세계개발지표#출생시 기대수명 순위 그래프
  - 세계은행의 세계개발지표에 따르면, 대한민국은 2017년 현재 세계 11위 수준임(유엔 회원국 이외의 나라 등을 포함한 순위이며, 위의 평균 수명순 나라 목록(2018년 세계인구현황 유엔 보고서)와는 일부 차이가 있음)
- 사망률
- 출생률